# Scoparia fakoensis
Scoparia fakoensis là một loài bướm đêm trong họ Crambidae.